# Powiat olecki
Powiat olecki – powiat w Polsce (województwo warmińsko-mazurskie), utworzony w 2002 roku przez podział powiatu olecko-gołdapskiego. Jego siedzibą jest miasto Olecko.
Powiat olecki położony jest w północno-wschodniej części województwa warmińsko-mazurskiego i graniczy na północy z powiatem gołdapskim, na zachodzie z powiatem giżyckim i na południu z powiatem ełckim, które to powiaty należą do województwa warmińsko-mazurskiego. Granica wschodnia powiatu stanowi jednocześnie granicę wschodnią województwa i tutaj powiat olecki sąsiaduje z powiatem suwalskim (województwa podlaskiego).
Podstawową dziedziną gospodarki na terenie powiatu pozostaje rolnictwo i związane z nim przetwórstwo rolno-spożywcze, któremu towarzyszą przemysł drzewny i turystyka oraz handel, usługi budowlane i motoryzacyjne.
Powierzchnia terenu jest silnie urozmaicona. Wysokości bezwzględne dochodzą tu do 250 m n.p.m. Rzeźbę terenu tworzą liczne moreny martwego lodu, równoległe wzgórza moren czołowych, pagórki kemowe, a także występujące w okolicach Olecka, równiny sandrowe. 
W skład powiatu wchodzą:
- gminy miejsko-wiejskie: Olecko
- gminy wiejskie: Kowale Oleckie, Świętajno, Wieliczki
- miasta: Olecko

Według danych z 31 grudnia 2019 roku powiat zamieszkiwało 34 148 osób. Natomiast według danych z 30 czerwca 2020 roku powiat zamieszkiwało 34 050 osób.

## Demografia

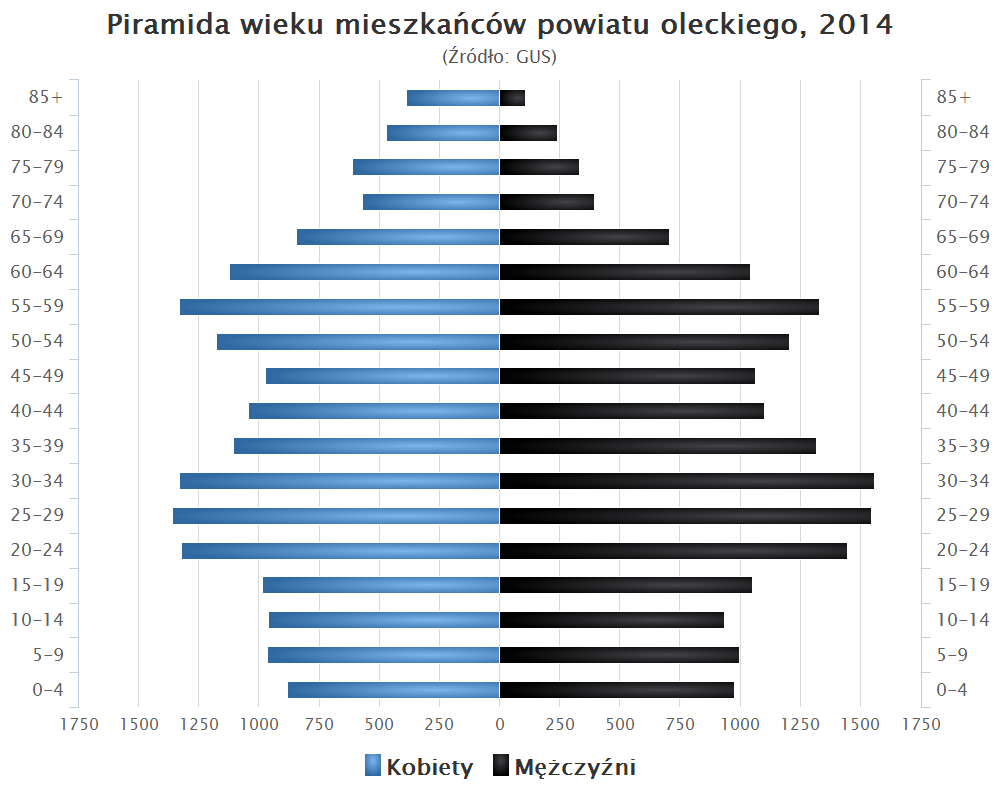
Piramida wieku mieszkańców powiatu oleckiego w 2014 roku

Liczba ludności (dane z 31 grudnia 2010):
|        | Ogółem | Ogółem | Kobiety | Kobiety | Mężczyźni | Mężczyźni |
| osób   | %      | osób   | %       | osób    | %         |           |
| ------ | ------ | ------ | ------- | ------- | --------- | --------- |
| Ogółem | 46 204 | 100    | 24 705  | 53,47   | 21 499    | 46,53     |
| Miasto | 23 746 | 51,39  | 11 612  | 25,13   | 12 134    | 26,26     |
| Wieś   | 22 458 | 48,61  | 13 093  | 28,34   | 9365      | 20,27     |

▶Wieś vs ▶miasto
Ogółem (▶k, ▶m)
Miasto (▶k, ▶m)
Wieś (▶k, ▶m)

### Ludność w latach
- 1999 – 58 951 (powiat olecko-gołdapski)
- 2000 – 58 972 (powiat olecko-gołdapski)
- 2001 – 59 065 (powiat olecko-gołdapski)
- 2002 – 34 376 (wydzielono 2 gminy do powiatu gołdapskiego)
- 2003 – 34 264
- 2004 – 34 301
- 2005 – 34 287
- 2006 – 37 870
- 2007 – 40 000
- 2008 – 41 490

## Gospodarka
W końcu września 2019 liczba zarejestrowanych bezrobotnych w powiecie oleckim obejmowała ok. 1,2 tys. mieszkańców, co stanowi stopę bezrobocia na poziomie 9,6% do aktywnych zawodowo.

## Sąsiednie powiaty
- powiat ełcki
- powiat gołdapski
- powiat giżycki
- powiat suwalski (podlaskie)